# Fujii Kaze LOVE ALL SERVE ALL STADIUM LIVE
『Fujii Kaze LOVE ALL SERVE ALL STADIUM LIVE』（ふじい かぜ ラヴ・オール・サーヴ・オール スタジアム・ライヴ）は、日本のシンガーソングライター・藤井風が2022年10月15日・16日に大阪・Panasonic Stadium Suitaにて開催した自身初の有観客屋外ライブ、および2023年7月12日にHEHN RECORDS / ユニバーサルミュージックより発売された映像作品。

## 概要
2022年6月14日、大阪・Panasonic Stadium Suitaにて、自身初の有観客屋外ライブを開催することが発表された。また同日、全国アリーナツアー「Fujii Kaze "LOVE ALL ARENA TOUR"」（発表時のツアータイトルは「ARENA TOUR 2022-2023」）の開催も発表された。
本公演のチケットは、3月23日にリリースされた2ndアルバム『LOVE ALL SERVE ALL』に封入されたシリアルコードを使用し、先行申込する形となっていたほか、オフィシャル先行受付が7月25日より開始した。9月9日には、2次受付が開始された。9月26日には、チケットトレード受付が開始した。また同日、海外在住者限定のチケット受付も開始された。
本公演は、ブロック毎に「だいこん」「にんじん」など、野菜の名前が冠されたアリーナ席と、スタンド席の2種類の座席が用意された。スタンド5階フロントビュー席には、親子席が設けられた。また、6月29日には、車いす席がスタンド席3階席後方に新たに設けられることが発表された。10月5日には、ステージサイドに特別席が用意された。本座席は、位置関係上、ステージの演出をほとんど見ることのできない座席とされた。
駐車場は、抽選による駐車券の購入が必須とされ、9月29日より、申込が開始された。10月5日には、追加受付が開始された。駐車場所は、万博公園中央駐車場。
本公演は、両日とも「grace」のみで、スマートフォン・携帯電話での写真・動画撮影が許可された。これは、2022年4月、藤井がコーチェラ・フェスティバルを観た際に、アーティストのライブを観客が携帯電話で撮影しているのを見て、「スタジアムライブではこの感じができたら良いね」と話をしたことがきっかけとなり、曲間のMCとの兼ね合いなどについての話し合いを重ねた末、「grace」のみ撮影OKにする、という結論に至ったという。
10月26日、公式YouTubeチャンネルの登録者数が200万人を達成した記念として、本公演用に撮り下ろされた「死ぬのがいいわ」の演出用映像が公式YouTubeチャンネルに公開された。11月26日には「まつり」の公演映像が公式YouTubeチャンネルに公開された。
2023年2月17日、本公演が3月10日よりNetflixで世界配信されることが発表された。また同日、配信に先駆け「damn」の公演映像が公式YouTubeチャンネルに公開され、3月8日には、本公演のトレイラーが公式YouTubeチャンネルに公開された。

## 会場
本公演の会場となったPanasonic Stadium Suitaは、2015年に開業したサッカー専用スタジアムであり、音楽ライブを行うのは初となった。本公演は、計60万人が申し込み、2日間で7万人が来場した。
10月5日、会場のエリアマップやオフィシャルグッズ情報などが発表された。会場は、グッズ売場や入場口などが位置する「LOVE ALL AREA」と、飲食ブースなどが位置する「SERVE ALL AREA」の2種類のエリアが設けられた（両エリアとも、公演当日のチケットを持っている来場者のみ入場可能）。
グッズ販売は、両日とも午前9時から開始され、長時間の混雑緩和を目的として、LINEを利用した物販整理券（抽選）が導入され、公演のLINEアカウントを追加することで確認することができる。本システムは、2022年12月よりスタートしたアリーナツアー「Fujii Kaze "LOVE ALL ARENA TOUR"」でも引き続き導入され、オフィシャルグッズの一部も販売された。
SERVE ALL AREAに位置する飲食ブースは「KAZE KITCHEN」と名付けられ、藤井が監修したベジタリアンメニューが提供された。SERVE ALL AREAでは、ユニバーサルミュージックが手掛けるファミリーパートナーブランド・Wican（ワイキャン）の「子ども向けエンタメ鑑賞用イヤーマフ」に、オリジナルポーチとステッカー特典が付いた「LASA Earmuffs」が、限定で販売された（先着、親子席チケット所有者限定）。
また、フードロスミュージアムとのコラボレーションとして、藤井による食べ物の話を織り込んだ2日間限りのフライヤー付きトートバッグが限定で販売され、オリジナルイラストでの本人コメントが付けられた食品ロスを学べるパネルが掲示された。フライヤーとパネルは現在、公式ホームページで公開されている。また、SERVE ALL AREAでは、1回の買い物につき「"hehn rec vegetable" ステッカー」が1枚配布された。会場に隣接するEXPOCITYには、各所に藤井のデジタルサイネージが設置された。

## リリース
2023年6月2日、本公演の模様を収録した映像作品が、7月12日にリリースされることが発表された。
本作は、Blu-ray2枚組で、ディスク1には、Netflixで公開されている公演映像17曲に、MCがノーカットで追加収録されており、ディスク2には、映像作家・エリザベス宮地によるドキュメンタリー「Fujii Kaze: grace 2022 Documentary」が収録される。監督は、公演の演出を担当した山田健人が務めている。
これらに加え、スタジアムライブとドキュメンタリーの撮り下ろし写真で構成された特製フォトブック「LOVE ALL SERVE ALL STADIUM LIVE」「Road to LOVE ALL SERVE ALL STADIUM LIVE (alone at home tour 2022 & Fujii Kaze in India)」と、B4サイズの公演ビジュアルポスターが付属する。
ドキュメンタリーには、2022年5月から開催された全国ホールツアー「Fujii Kaze alone at home Tour 2022」のダイジェスト、緊急出演した「RISING SUN ROCK FESTIVAL 2022 in EZO」の様子、「grace」ミュージックビデオ撮影が行われたインドでの模様など、自身初のスタジアムライブまでの約半年間の密着映像が収録されている。公式YouTubeチャンネルに本映像のトレイラーが公開されている。また、公演映像・ドキュメンタリーともに、英語・日本語字幕が選択できる。なお、字幕は藤井が監修している。

## 収録内容
Disc 1「Fujii Kaze LOVE ALL SERVE ALL STADIUM LIVE」
1. 何なんw
2. damn
3. へでもねーよ
4. ガーデン
5. やば。
6. 優しさ
7. grace
8. 帰ろう
9. さよならべいべ
10. ロンリーラプソディ
11. それでは、
12. 青春病
13. 死ぬのがいいわ
14. 燃えよ
15. きらり
16. まつり
17. 旅路

Disc 2「Fujii Kaze: grace 2022 Documentary」

## メンバー
- 藤井風 - ボーカル、ピアノ
- TAIKING（Suchmos）- ギター
- 真船勝博 - ベース
- 佐治宣英 - ドラムス
- Yaffle - キーボード